# Donacoscaptes flavalis
Donacoscaptes flavalis là một loài bướm đêm trong họ Crambidae.